# Laurent Percerou
Laurent Percerou, né le 11 septembre 1961 à Dreux en Eure-et-Loir, est un prélat catholique français, évêque de Nantes depuis le 11 août 2020 après avoir été évêque de Moulins.

## Biographie
Il passe son enfance et sa jeunesse à Dreux (Eure-et-Loir) où il pratique pendant de nombreuses années le scoutisme catholique.

### Scoutisme
Scout au Scouts et Guides de France pendant de nombreuses années à Dreux.
Aumônier Scouts et Guides de France de 2003 à 2013 (dont 2005-2011 à Chartres).

### Formation
Il obtient une maîtrise en histoire contemporaine à l’université François-Rabelais de Tours, son mémoire s'intitule Surveillance et réinsertion des bagnards et détenus libérés à Dreux, 1820-1870.
Puis il enseigne l’histoire et la géographie pendant deux ans à Dreux de 1985 à 1987, avant de rejoindre le séminaire des Carmes dépendant de l’Institut catholique de Paris où il effectue ses études de philosophie puis de théologie en vue de la prêtrise.
Il est ordonné diacre le 7 décembre 1991 à Châteauneuf-en-Thymerais, puis prêtre le 14 juin 1992 en la cathédrale Notre-Dame de Chartres pour le diocèse de Chartres.

### Prêtre
Il exerce successivement différentes fonctions dans son diocèse d'origine.
Il commence son parcours dans le groupement paroissial de Maintenon comme administrateur puis comme curé à partir de 1995. Il est également modérateur de l'équipe d'animation pastorale du groupement paroissial de Villiers-le-Morhier et à partir de 1997 il est également administrateur du groupement paroissial de Clévilliers.
De 1999 à 2003 il est curé in solidum des paroisses de Maintenon, Gallardon, Villiers-le-Morhier et Clévilliers auxquelles s'ajoutent à partir de 2001 la nouvelle paroisse de Challet.
Parallèlement à cette charge paroissiale, il est aussi responsable du service diocésain des vocations de 1995 à 2007.
En 2003, Bernard-Nicolas Aubertin, alors évêque de Chartres fait de lui son vicaire général et le modérateur de la curie diocésaine.
De 2004 à 2011, il est aussi responsable de la formation au ministère presbytéral.
De 2005 à 2011 il est prêtre accompagnateur de l'ACO et de la Mission ouvrière, prêtre référent du lycée Notre-Dame de Chartres. À la même date, il prend également la charge d'aumônier des Scouts et Guides de France à Chartres qu'il conserve jusqu'à sa nomination comme évêque de Moulins.
À la suite de la nomination de Bernard-Nicolas Aubertin comme archevêque de Tours, il assure la fonction d'administrateur diocésain de septembre 2005 jusqu'à la prise de possession du siège épiscopal par Michel Pansard en janvier suivant. Il est alors confirmé dans ses missions de vicaire général et de modérateur de la curie diocésaine.
À partir de 2008 il est également conseiller spirituel des Équipes Notre-Dame pour le secteur de Chartres.
En 2009, il est nommé prêtre accompagnateur du service diocésain de catéchèse et en 2011, il retrouve une charge paroissiale comme curé de la paroisse Saint Gilduin de Lèves, Saint-Prest et Champhol.

### Évêque

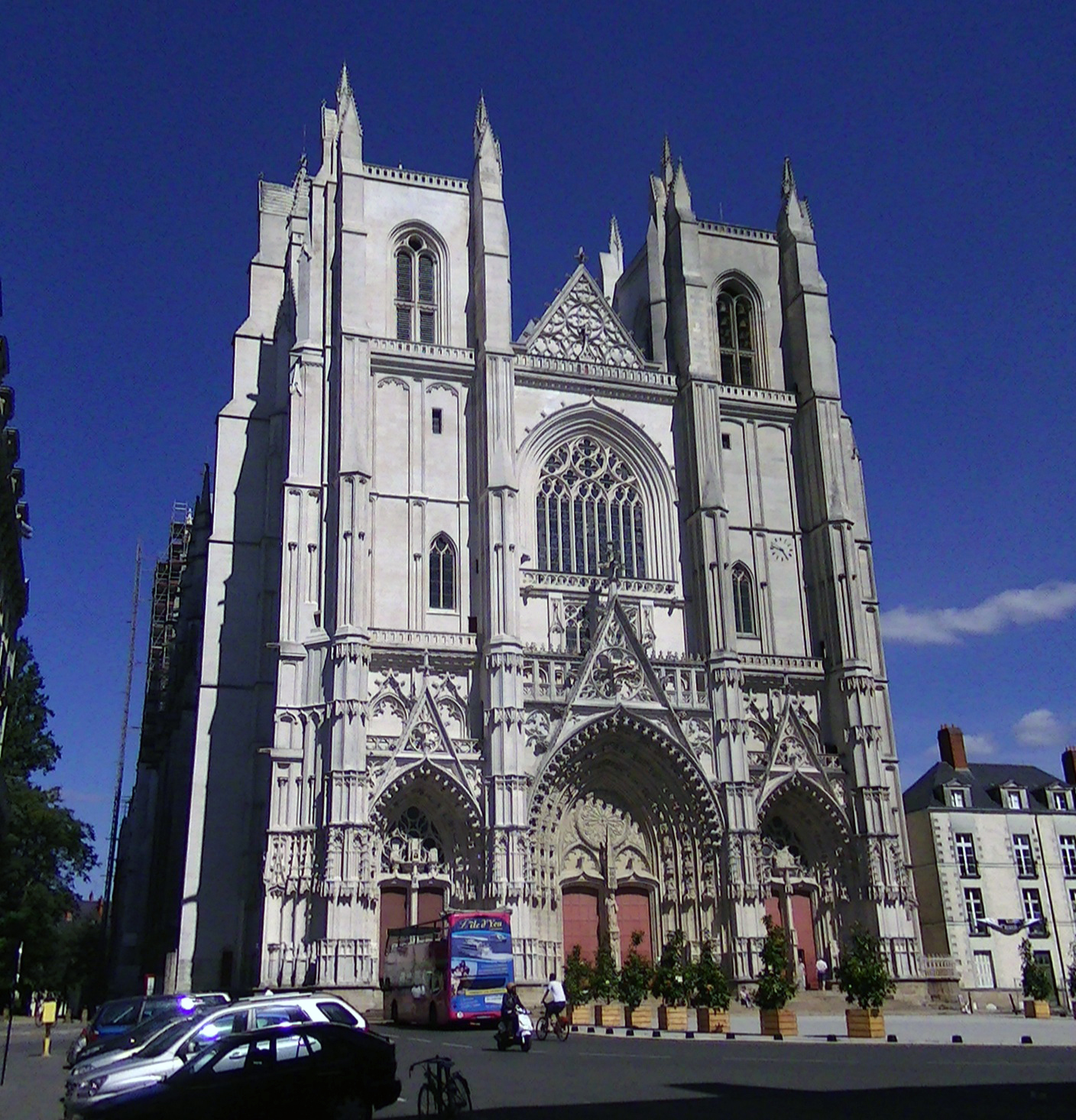
Cathédrale Saint-Pierre-et-Saint-Paul de Nantes

Il est nommé évêque de Moulins le 14 février 2013 par le pape Benoît XVI. Il reçoit la consécration épiscopale le 14 avril suivant des mains de Hippolyte Simon, archevêque de Clermont.
Il est nommé évêque de Nantes le 11 août 2020 par le pape François. Il prend ses fonctions lors de la messe d'installation qui se déroule le 20 septembre, sur la place Saint-Pierre en raison de l'incendie qui a touché la cathédrale de Nantes , .

## Les signes distinctifs de l’évêque

### Devise épiscopale
Sa devise épiscopale est Ut omnes unum sint (« Afin que tous soient un »), extrait du discours de Jésus lors de la Cène, en Jean 17, 21.

### Crosse
Laurent Percerou peut utiliser des crosses épiscopales ayant appartenu aux évêques de Nantes ou celle de la cathédrale de Nantes. Laurent Percerou possède une crosse en bois et métal toute simple gravée de sa devise épiscopale.

### Anneau épiscopal
Laurent Percerou possède un anneau épiscopal épais en agent et avec une croix en Or. Il a été réalisé à Villefagnan dans la Charente par Louis-Guillaume Piéchaud, artisan orfèvre en art liturgique.

### Mitre
Cette section est vide, insuffisamment détaillée ou incomplète. Votre aide est la bienvenue ! Comment faire ?

### Armoiries

Armoiries de Laurent Percerou comme évêque de Moulins

Armoiries de Laurent Percerou comme évêque de Nantes

Les armoiries de Laurent Percerou comme évêque de Moulins ont été présentées début mars 2013.
Les armoiries de Laurent Percerou comme évêque de Nantes ont été présentées en février 2024.
La réalisation héraldique a été confiée à Bernard Velay, membre de la Société française d’héraldique et de sigillographie (SFHS).